# Leptophobia eleone
Leptophobia eleone is een vlinder uit de familie van de witjes (Pieridae), onderfamilie Pierinae.
De wetenschappelijke naam van de soort werd in 1847 gepubliceerd door Edward Doubleday.